# Jacques-Barthélemy Renoz
Jacques-Barthélemy Renoz (Liegi, 28 agosto 1729 – Liegi, 2 ottobre 1786) è stato un architetto belga attivo tra la fine del barocco e l'inizio del neoclassicismo, principalmente nelle regioni di Liegi-Aix-la-Chapelle-Maastricht.

## Biografia
Assieme all'architetto Johann Joseph Couven può essere considerato come uno dei principali architetti del principato vescovile di Liegi.
Nacque a Liegi si suppone da una famiglia di antica nobiltà della Borgogna. Nel 1763, ricevette un certificato con lo stemma del principato vescovile di Liegi che confermava questa filiazione.
Dal suo matrimonio con una donna sconosciuta, ebbe almeno un figlio, Henri Renoz, Che fu un celebre industriale a Liegi. I due figli di quest'ultimo, Napoleone e Prosper, divennero entrambi ufficiali dell'esercito belga ed entrambi furono riconosciuti da re Leopoldo I, nel 1838, come membri della nobiltà belga. Entrambi morirono senza figli e la famiglia si estinse nel 1878.
Uno dei primi successi di Renoz fu la costruzione della Collegiata di San Giovanni Evangelista di Liegi nel 1754, secondo i piani dell'architetto italo-svizzero Gaetano Matteo Pisoni. Il giovane Jacques-Barthélémy Renoz eseguì il disegno di Pisoni, al fine di sostituire il vecchio edificio romanico, ad eccezione della torre.
Nel 1770 ampliò il castello di Hasselbrouck, un edificio in stile rinascimentale, con un'ala neoclassica. Il committente fu Jean-Henri Bormans de Hasselbroek (1706-1774), proprietario del terreno su cui sorge la Cattedrale di Notre-Dame-et-Saint-Lambert dal 1733, prevosto della collegiata Notre-Dame de Huy, vicario giudiziale di Liegi e soprattutto consigliere privato del principe vescovo di Liegi Velbruck. Nel 1774, quest'ultimo nominò Renoz direttore dell'Académie royale des beaux-arts de Liège.
Nel 1775, Renoz ricevette una nuova commessa prestigiosa. Il canonico di Liegi, Maximilian-Henri de Geyer di Schweppenburg aveva acquistato un terreno a Sclessin per costruire una villa di campagna, il castello Beaumont. Questa zona, di fronte alla collina di Cointe, presso la Mosa, era molto popolare nel XVIII secolo. Sembrerebbe che Geyer von Schweppenburg fosse stato il prestanome del principe vescovo di Liegi, François-Charles de Velbruck, che avrebbe usato la villa per incontrare le sue amanti. Per superare le differenze nei livelli, l'architetto costruì alte cantine contro il pendio. Una scala a ferro di cavallo conferiva all'edificio un maestoso ingresso. Alcuni anni dopo, Renoz costruì un castello ad Obbicht con forti somiglianze con quello di Beaumont.
Nel 1779, vinse il concorso organizzato dalla Société libre d'émulation il cui oggetto era "Un progetto di abbellimento della città di Liegi". Renoz progettò un ampio viale lungo un meandro della Mosa e una grande piazza rettangolare con sei nuove strade adiacenti. Il progetto non venne implementato a causa della mancanza di finanziamenti.
Uno dei suoi ultimi successi fu una commissione della Collegiata di San Bartolomeo. Renoz aggiunse un elegante portale neoclassico all'imponente chiesa collegiata romanica, armonizzato con le pareti ruvide di arenaria. Tuttavia, a seguito dei lavori di ristrutturazione della collegiata all'inizio del XXI secolo, il portale contrasta con il resto della costruzione intonacata e dipinta.

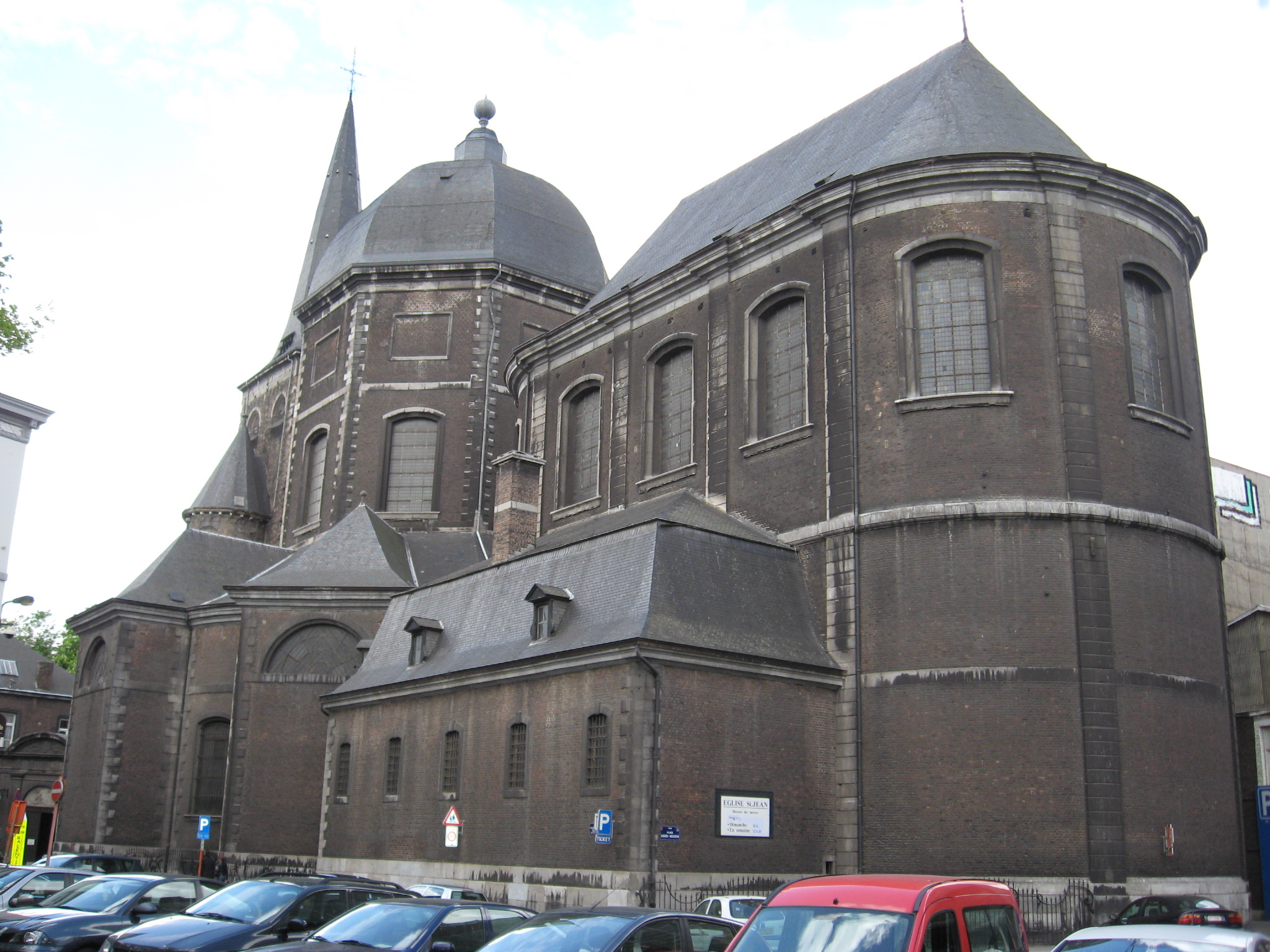
Collegiata di San Giovanni Evangelista, Liegi
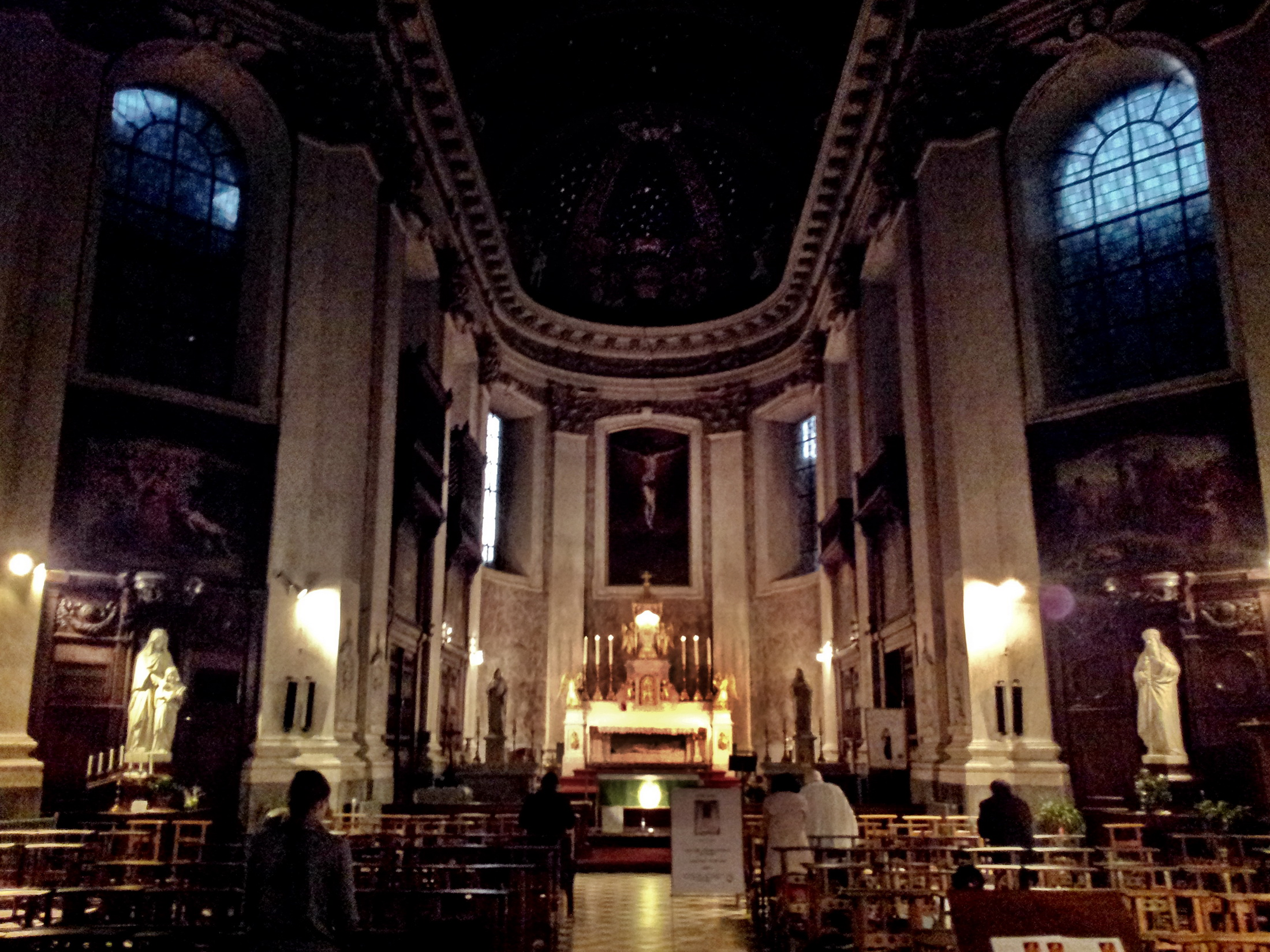
Chiesa del Santissimo Sacramento, Liegi
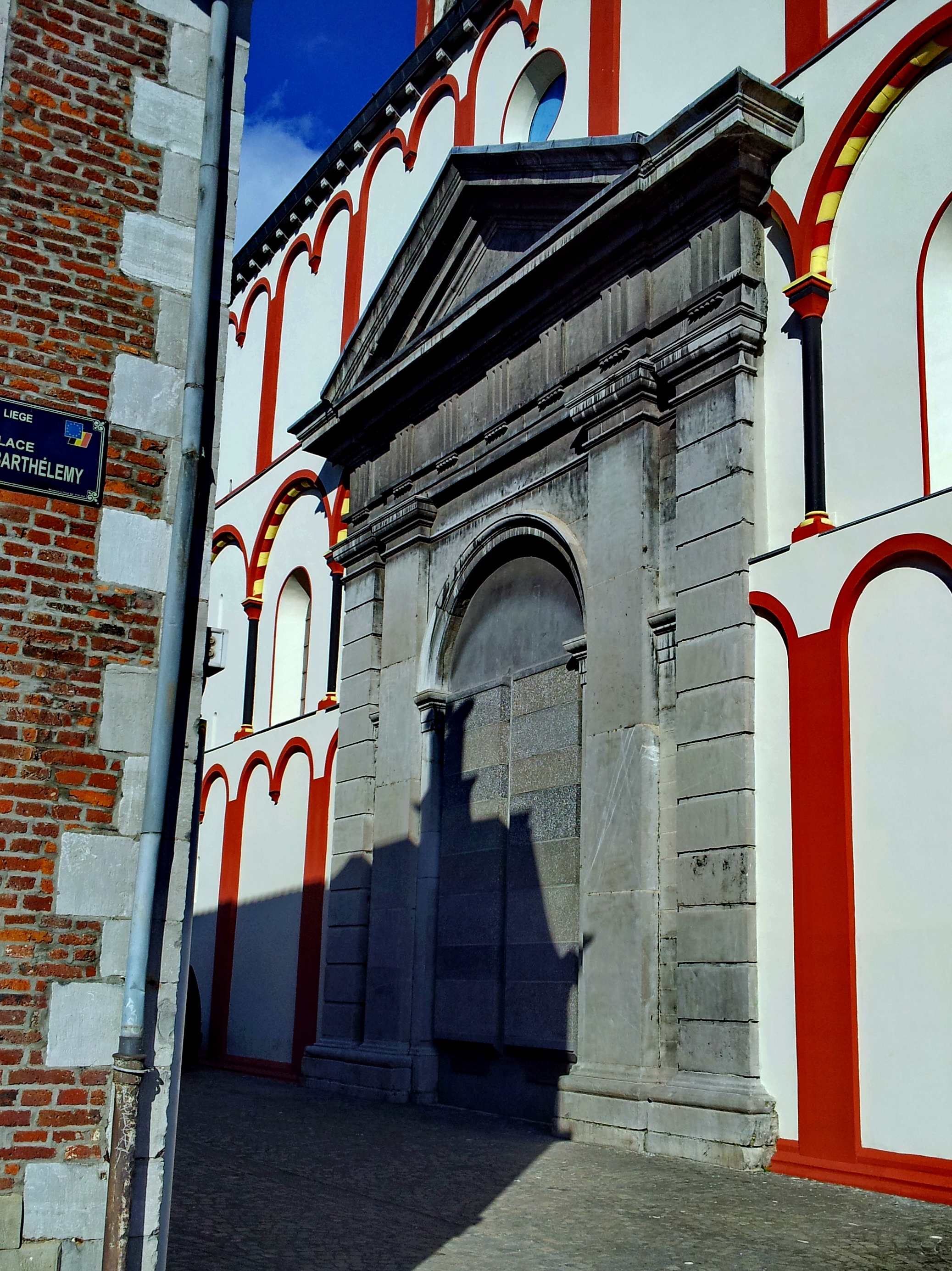
Portale della Collegiata di San Bartolomeo, Liegi
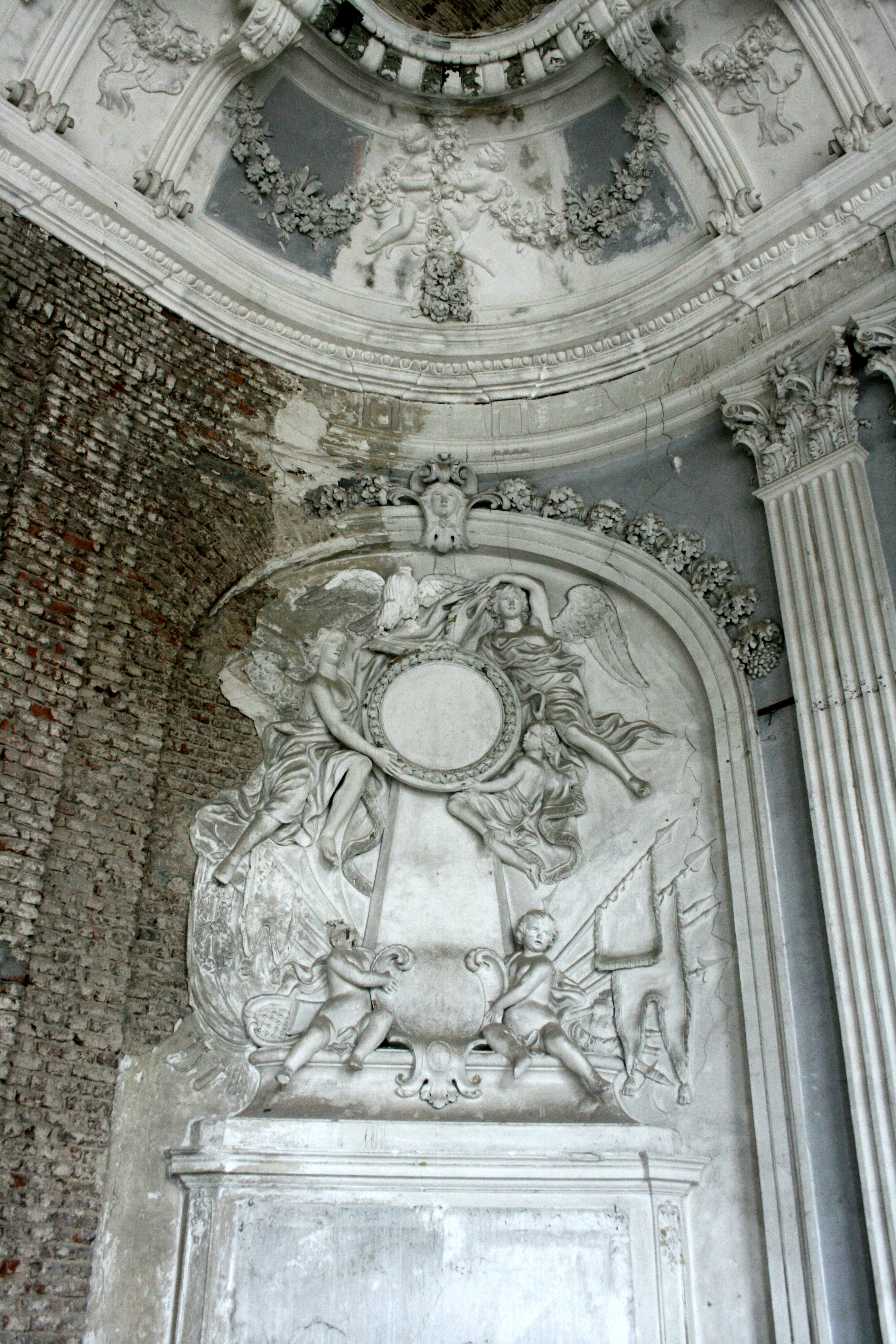
Waux-hall di Spa, Spa.
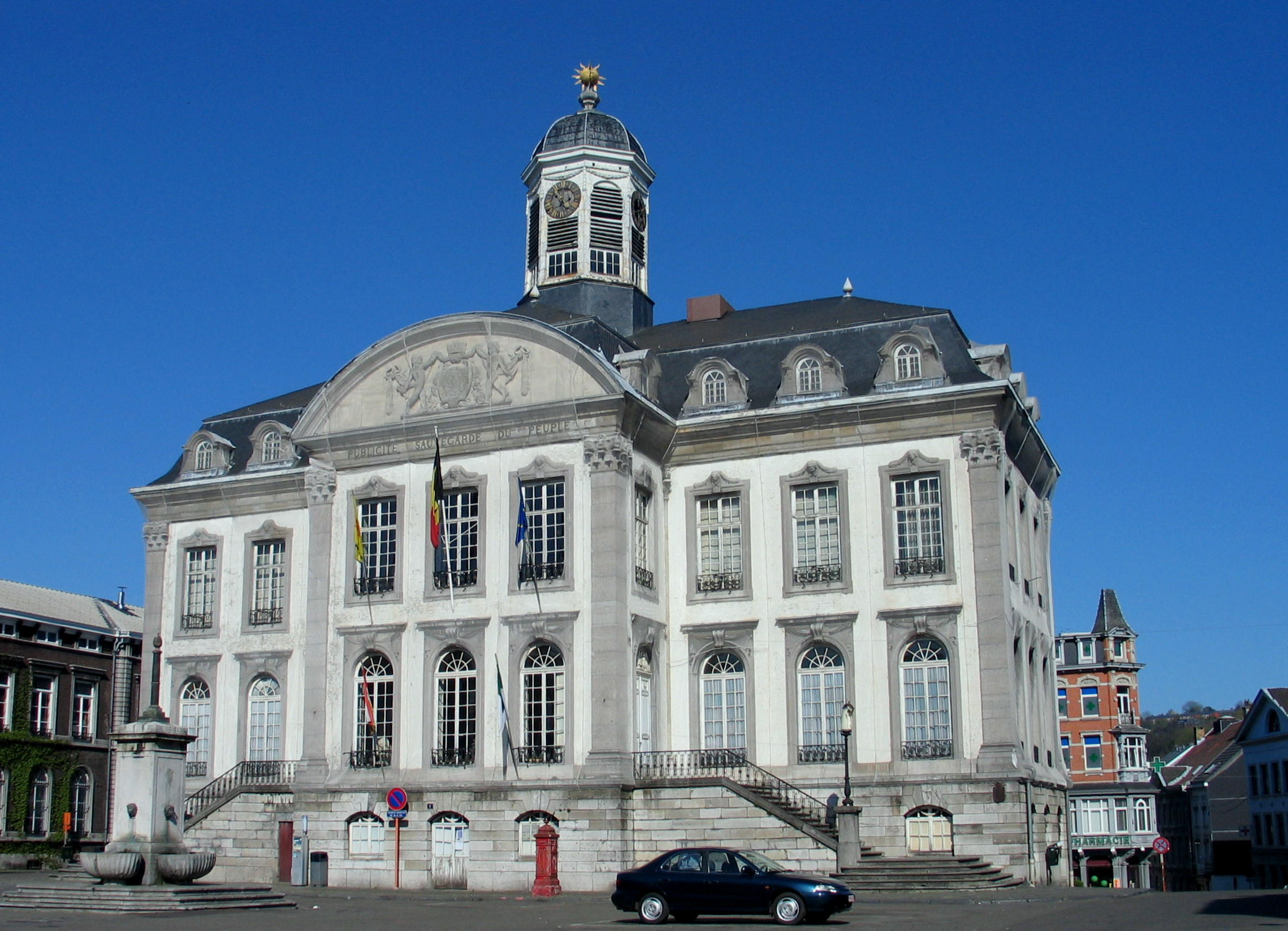
Municipio di Verviers
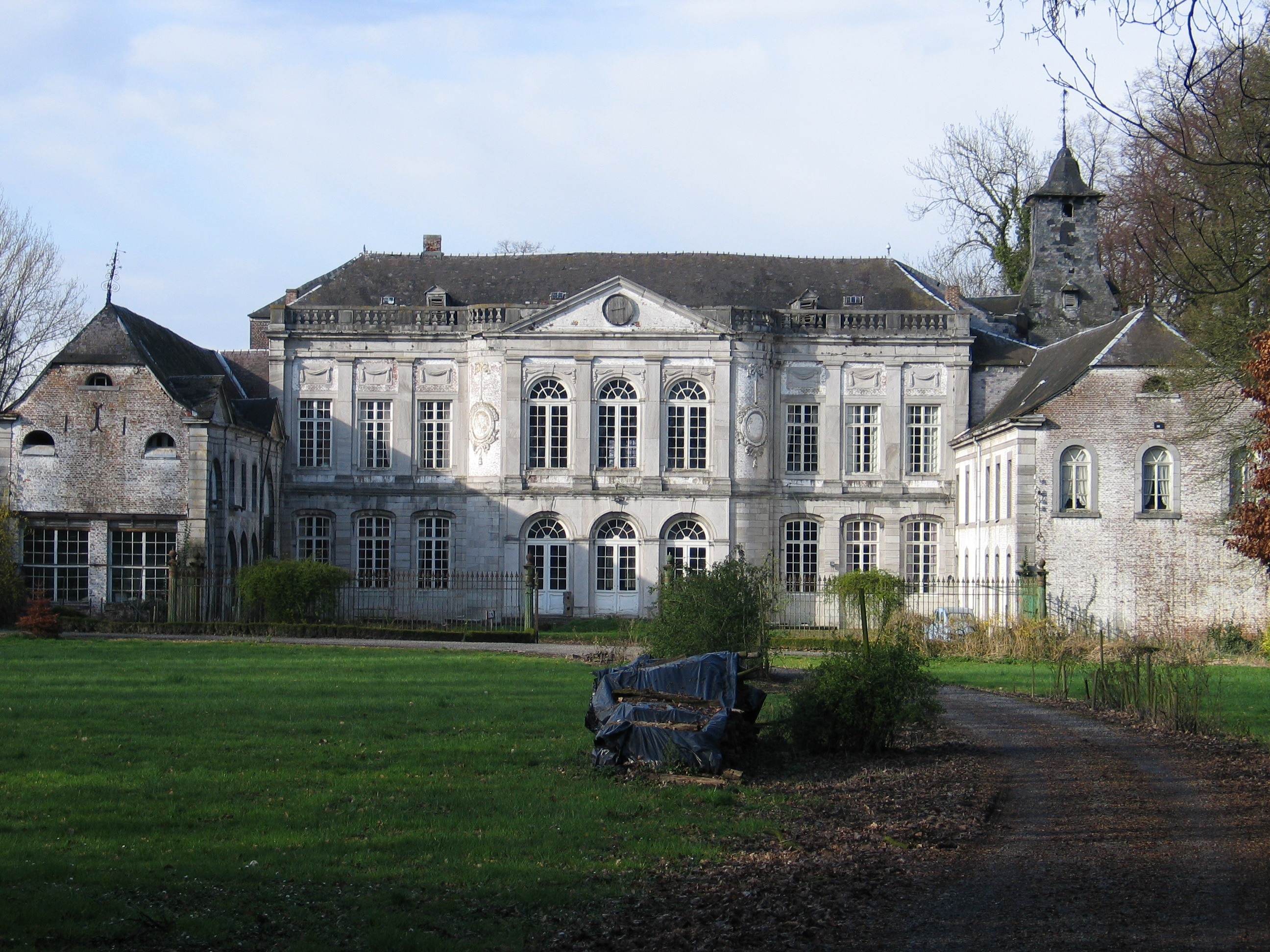
Castello di Hasselbrouck
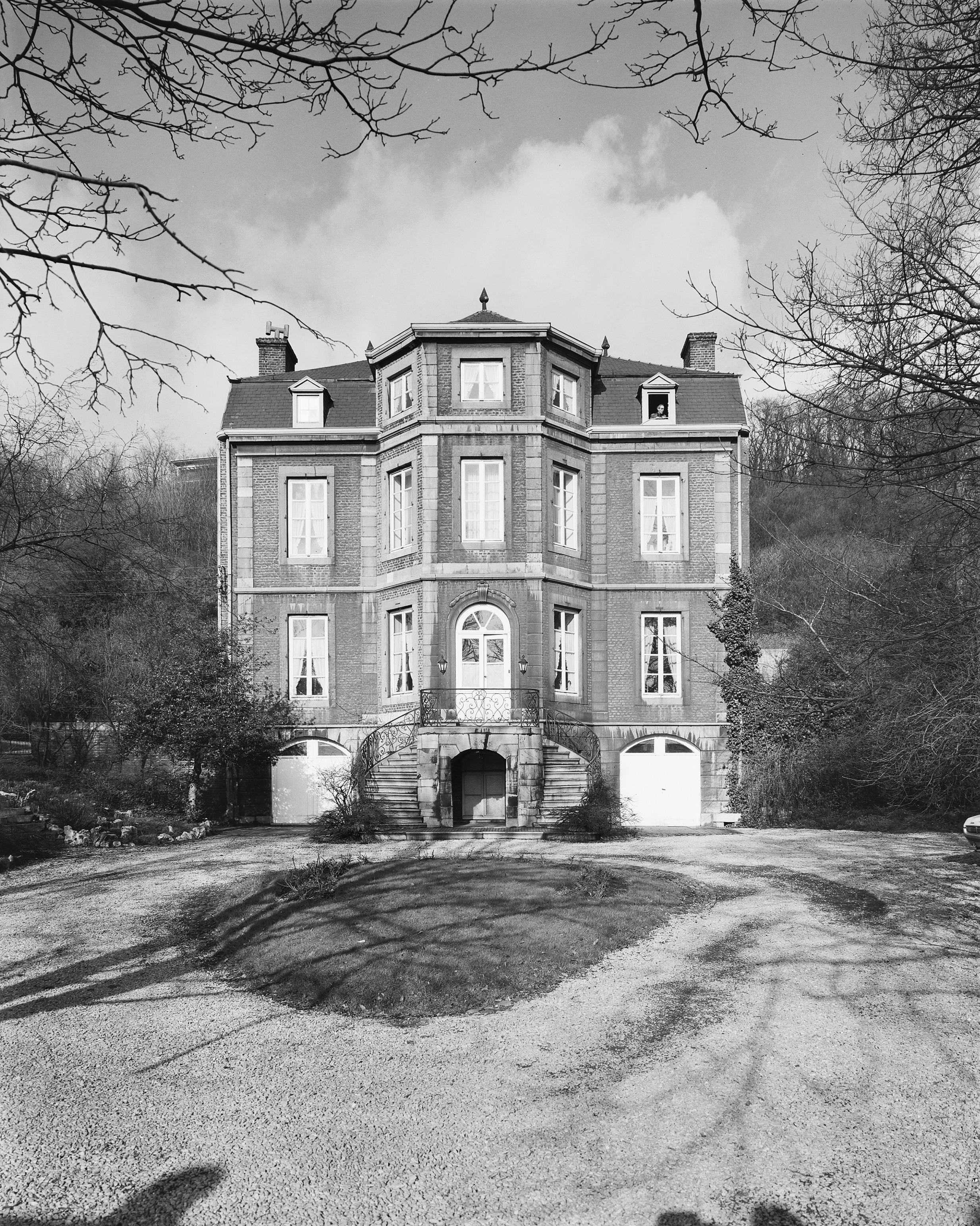
Castello di Beaumont, Liegi
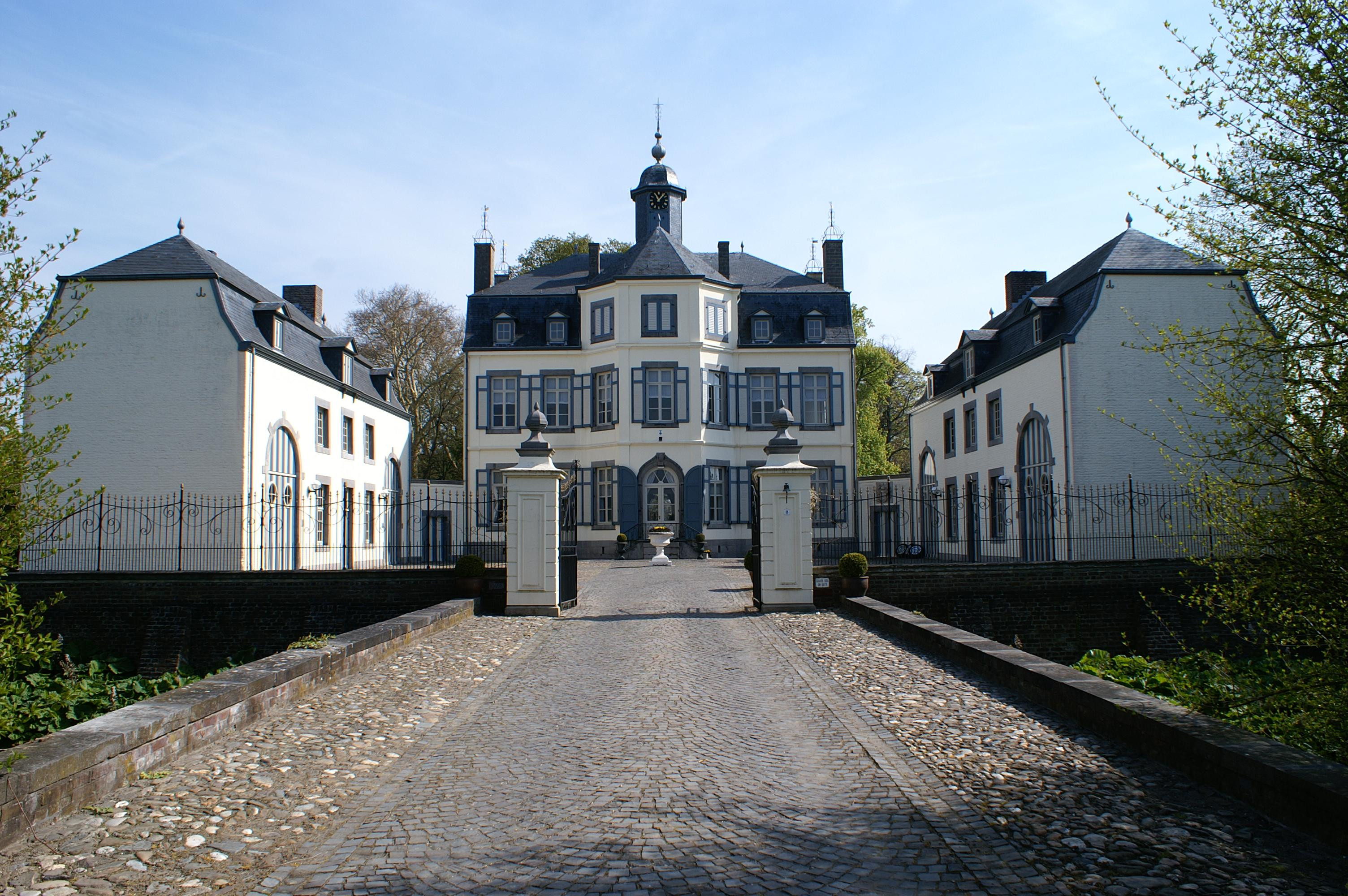
Castello di Obbicht